# Phú Cường, thành phố Hưng Yên
Phú Cường là một xã thuộc thành phố Hưng Yên, tỉnh Hưng Yên, Việt Nam.

## Địa lý
Xã Phú Cường có vị trí địa lý:
- Phía đông và phía bắc giáp huyện Kim Động
- Phía tây giáp Sông Hồng
- Phía nam giáp xã Hùng Cường.

Xã Phú Cường có diện tích 6,48 km², dân số năm 2019 là 6.435 người, mật độ dân số đạt 993 người/km².

## Lịch sử
Ngày 6 tháng 8 năm 2013, Chính phủ ban hành Nghị định 95/NQ-CP về việc điều chỉnh toàn bộ diện tích tự nhiên và nhân khẩu của xã Phú Cường thuộc huyện Kim Động về thành phố Hưng Yên quản lý.